# Bojan Miladinović
Bojan Miladinović est un footballeur serbe né le 24 avril 1982 à  Kruševac en Serbie.

## En club
- 1998-2000 : FK Napredak Kruševac  Serbie
- 2001 : →FK Trayal (prêt)  Serbie
- 2001-2004 : FK Napredak Kruševac  Serbie
- 2004-2008 : Étoile rouge de Belgrade  Serbie
- 2008-2009 : FK Napredak Kruševac  Serbie
- 2009- : Pakhtakor Tachkent  Ouzbékistan